# أحمد العبد العالي
أحمد العبد العالي (ولد في 18 يونيو 1988) هو لاعب كرة يد سعودي، يعلب في نادي مضر، ومثّل منتخب السعودية لكرة اليد.

## سجل المنافسة
شارك في البطولات التالية:
- بطولة العالم لكرة اليد للرجال 2015
- بطولة العالم لكرة اليد للرجال 2017